# Vasum
Vasum (nomeadas, em inglês, vase -sing.) é um gênero de moluscos gastrópodes marinhos predadores pertencente à família Turbinellidae (outrora entre os Vasidae). Foi classificado por Peter Friedrich Röding, em 1798, e sua primeira espécie, Vasum ceramicum, fora descrita por Carolus Linnaeus no ano de 1758; como Murex ceramicus (no gênero Murex), em seu Systema Naturae. Sua distribuição geográfica abrange principalmente os oceanos tropicais da Terra, em águas rasas.

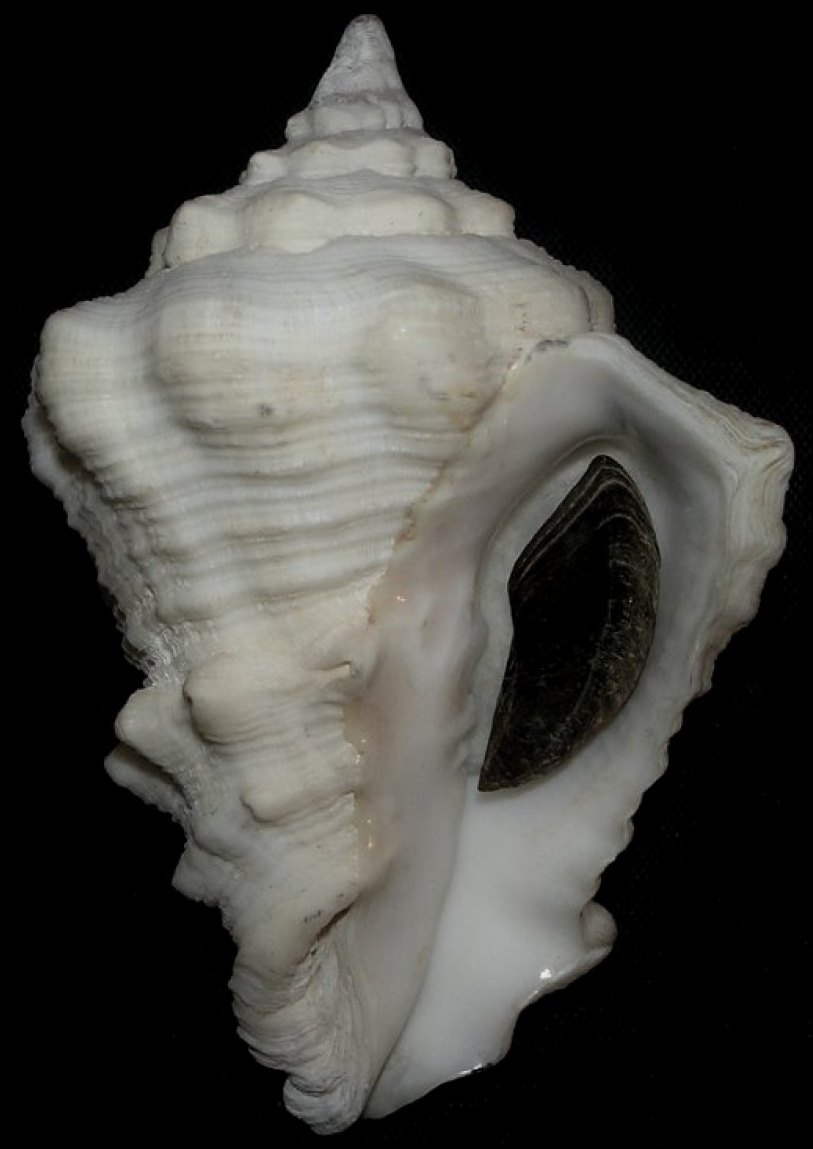
Vista inferior da concha de Vasum muricatum (Born, 1778), encontrada na Flórida e Caribe.[2] Espécime da Venezuela, com opérculo.

## Espécies deVasum
- Vasum armatum (Broderip, 1833)
- Vasum caestus (Broderip, 1833)
- Vasum capitellum (Linnaeus, 1758)
- Vasum cassiforme (Kiener, 1840)
- Vasum ceramicum (Linnaeus, 1758)
- Vasum crosseanum (Souverbie, 1875)
- Vasum globulus (Lamarck, 1816)
- Vasum lactisfloris Ferrario, 1983
- Vasum latiriforme Rehder & Abbott, 1951
- Vasum muricatum (Born, 1778)
- Vasum rhinoceros (Gmelin, 1791)
- Vasum stephanti Emerson & Sage, 1988
- Vasum truncatum (G. B. Sowerby III, 1892)
- Vasum tubiferum (Anton, 1838)
- Vasum turbinellus (Linnaeus, 1758)[1]

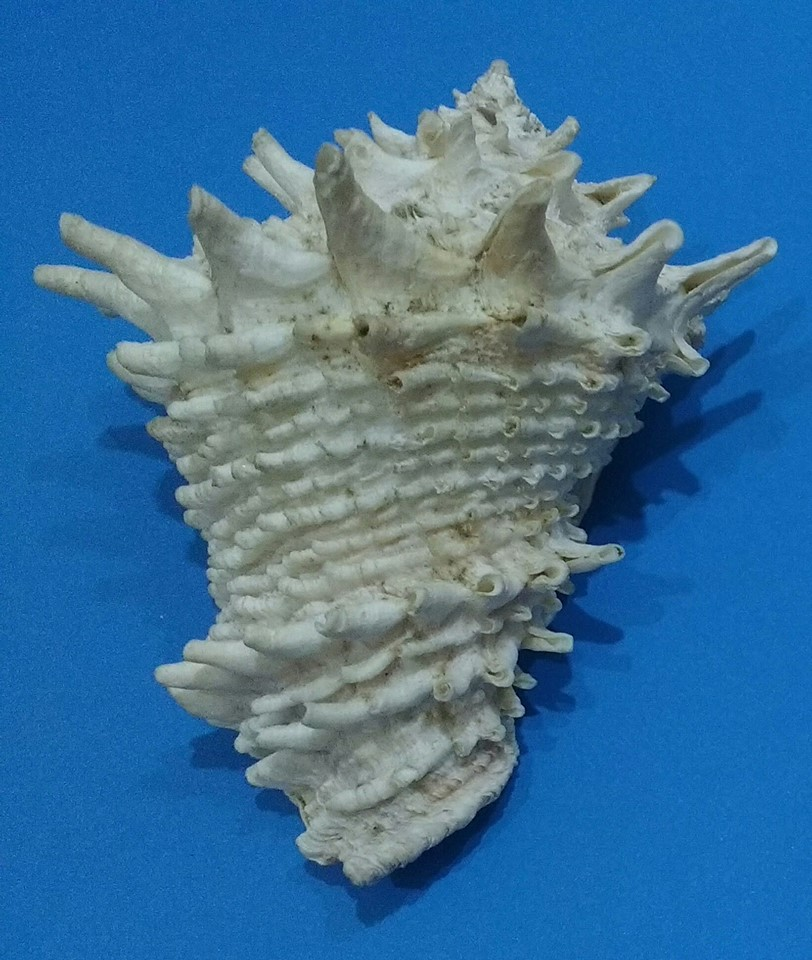
Vista superior da concha de Vasum cassiforme (Kiener, 1840). Espécie endêmica do Brasil.